# Andrew Casson
Pour les articles homonymes, voir Casson.
Andrew John Casson (né en 1943) est un mathématicien britannique, qui se consacre essentiellement à l'étude de la topologie géométrique.

## Formation et carrière
Casson est titulaire de la chaire Philip Schuyler Beebe de professeur de mathématiques à l'Université Yale aux États-Unis où il a servi comme directeur du département entre 2004 et 2007. Il a eu C. T. C. Wall pour conseiller de doctorat à l'Université de Liverpool, mais il n'a jamais terminé son doctorat ; à la place, ce qui aurait été sa thèse de doctorat est devenue une bourse de thèse en tant que chercheur au Trinity College, de Cambridge. Il a été professeur de mathématiques à l'Université du Texas à Austin, entre 1981 et 1986, à l'Université de Californie à Berkeley, de 1986 à 2000, et a été à Yale depuis 2000. 

## Travaux
Casson a travaillé à la fois dans les domaines de la topologie des variétés en haute dimension et de la topologie et en dimensions 3 et 4, en utilisant à la fois des techniques géométriques et des techniques algébriques. Entre autres découvertes, il a contribué à la réfutation de la conjecture Hauptvermutung (en) sur l'unicité de la triangulation topologique sur les variétés, établie par Ernst Steinitz et Heinrich Tietze en 1908 : en 1967 avec Dennis Sullivan ils ont trouvé un contre-exemple pour les grandes dimensions (supérieure à cinq), après un premier contre-exemples en dimension 8 par John Milnor en 1961. Jusqu'à trois dimensions, en revanche, elle est correcte (Edward Brown, 1963).
Il a introduit l'invariant de Casson (en), un invariant moderne pour les 3-variétés, et les poignées de Casson (en), utilisées dans la preuve de Michael Freedman de la conjecture de Poincaré en 4-dimensions.
Il pose indépendamment de David Gabai avec Douglas Jungreis la clef de voûte de la preuve de la conjecture de Seifert-Faserraum (de), basée sur des travaux de Geoffrey Mess (de) (son doctorant), Pekka Tukia (de) et d'autres.

## Prix et distinctions
En 1991, il a reçu le Prix Oswald-Veblen décerné par l'American Mathematical Society. En 1998, il a été élu fellow de la Royal Society. 
En 1986 il est conférencier invité au congrès international des mathématiciens à Berkeley (« A survey of recent developments in 3-dimensional topology ») après avoir déjà été invité à celui de 1978 à Helsinki (« Knot cobordism »).

## Publication
- „The Hauptvermutung book“, pdf, avec la thèse de Casson de 1967 pour la bourse du Trinity College.